# Tydje landskommun
Tydje landskommun var en tidigare kommun i Älvsborgs län.

## Administrativ historik
Kommunen inrättades i Tydje socken i Tössbo härad i Dalsland när 1862 års kommunalförordningar trädde i kraft den 1 januari 1863.
Vid kommunreformen 1952 uppgick den i Tössbo landskommun som 1971 uppgick i Åmåls kommun.